# Găina - Lucina (sit SCI)
Găina - Lucina este o arie protejată (arie specială de conservare — SAC, sit de importanță comunitară — SCI) din România, desemnată în scopul protejării biodiversității și menținerii într-o stare de conservare favorabilă a florei spontane și faunei sălbatice, precum și a habitatelor naturale de interes comunitar aflate în arealul zonei de protecție. Aceasta este situată în nord-estul Moldovei, pe teritoriul județului Suceava.

## Localizare
Aria naturală se întinde în extremitatea nord-vestică a județului Suceava (aproape de limita de graniță cu județul Maramureș), pe teritoriile administrative ale comunelor: Cârlibaba și Moldova-Sulița; în apropierea drumului județean DJ2175, care leagă satul Pojorâta de localitatea Moldova-Sulița.

## Înființare
Zona a fost declarată sit de importanță comunitară prin Ordinul Ministerului Mediului și Dezvoltării Durabile Nr.1964 din 13 decembrie 2007 (privind instituirea regimului de arie naturală protejată a siturilor de importanță comunitară, ca parte integrantă a rețelei ecologice europene Natura 2000 în România) și se întinde pe o suprafață de 842.5 hectare. Situl a fost protejat și ca arie specială de conservare în mai 2022.
Situl reprezintă o zonă naturală (păduri de conifere, păduri în tranziție, terenuri arabile cultivate, pajiști naturale, pășuni, mlaștini și turbării) încadrată în bioregiunea alpină a  Obcinei Mestecănișului (grupă muntoasă a Carpaților Maramureșului și Bucovinei, aparținând de lanțul muntos al Carpaților Orientali) și include ariile protejate: Tinovul Găina - Lucina și Cheile Lucavei.

## Biodiversitate
Situl „Găina - Lucina” dispune de trei tipuri de habitate (Păduri aluviale cu Alnus glutinosa și Fraxinus excelsior (Alno-Padion, Alnion incanae, Salicion albae), Turbării active și Turbării cu vegetație forestieră); ce adăpostesc și conservă o gamă faunistică și floristică diversă, caracteristică lanțului carpatic al Orientalilor.

### Faună
Fauna ariei protejate are în componență o gamă diversă de mamifere, păsări, reptile și amfibieni, dintre care unele protejate prin Directiva Consiliului European 92/43/CE din 21 mai 1992 (privind conservarea habitatelor naturale și a speciilor de faună și floră sălbatică) sau aflate pe lista roșie a IUCN.
Specii faunistice semnalate în arealul sitului: urs brun (Ursus arctos), lup cenușiu (Canis lupus), râs eurasiatic (Lynx lynx), cerb (Cervus elaphus), căprioară (Capreolus capreolus), mistreț (Sus scrofa), jder (Martes martes), chițcan de apă (Neomys fodiens); broasca-roșie-de-munte, un amfibian din specia Rana temporaria); corb (Corvus corax), acvilă de munte (Aquila chrysaetos), vânturelul roșu (Falco tinnunculus), privighetoare (Luscinia luscinia), mierlă (Turlus merula), gaiță (Garulus glandarius), cuc (Cuculus canorus).

### Floră
Flora este constituită din arbori, arbusti, ierburi și flori; astfel: fag (Fagus sylvatica), pin de pădure (Pinus sylvestris) arțar (Acer platanoides), tei (Tilia cordata), frasin (Fraxinus excelsior), jugastru (Acer campestre), mesteacăn (Betula pendula), mesteacăn pitic (Betula nana), arin negru (Alnus glutinosa), salcie aurită (Salix aurita), alun (Corylus avellana), păducel (Crataegus monogyna), afin (Vaccinum myrtillus L.), merișor (Vaccinium vitis-idaea), mur (Rubus fruticosus), zmeur (Rubus idaeus) sau măceș (Rosa canina).

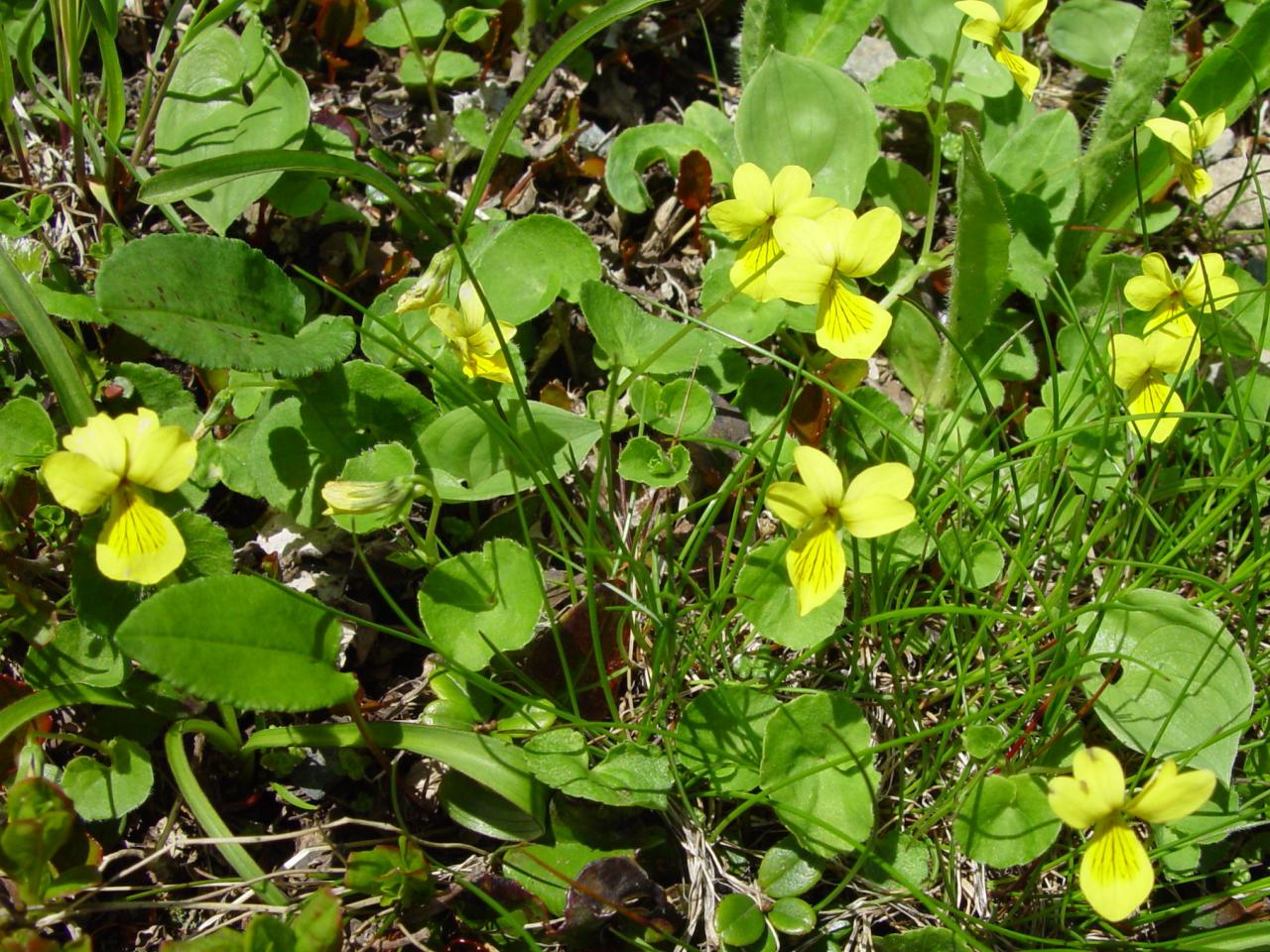
Toporaș galben de munte (Viola biflora)

La baza desemnării sitului se află curechiul de munte (Ligularia sibirica), o specie protejată prin aceeași Directivă 92/43/CE din 21 mai 1992, a Consiliului European (anexa I-a); care vegetează alături de alte rarități floristice; printre care: roua cerului (Drosera rotundifolia), orhidee (Dactylorhiza cordigera), bumbăcăriță (din speciile: Eriophorum latifolium și Eriophorum vaginatum), crețușcă (Filipendula ulmaria), sânzâiene (Galium uliginosum), nu-mă-uita (Myosotis scorpioides), lemn dulce (Polygonum bistorta), scara Domnului (Polemonium caeruleum), darie (Pedicularis exaltata), odolean (Valeriana dioica ssp. simplicifolia), toporaș galben de munte (Viola biflora), ruin (Succisa pratensis), trestioară (Calamagrostis canescens), bucățel (Agrostis canina) sau diferite specii de rogozuri (Carex pauciflora, Carex rostrata, Carex curta).

## Căi de acces
- Drumul național DN17 pe ruta: Câmpulung Moldovenesc - Pojorâta - drumul județean DJ2175 pe direcția Fundu Moldovei - Braza - Moldova-Sulița.

## Monumente și atracții turistice
În vecinătatea sitului se află câteva obiective de interes istoric, cultural și turistic; astfel:
- Ansamblul bisericii „Sfântul Nicolae” din Colacu (biserica de lemn „Sf. Nicolae”, casă parohială și clopotniță), construcție 1800, monument istoric (cod LMI SV-II-a-A-05522).
- Ansamblul gospodăresc din Breaza de Sus (complex gospodăresc și ocol întărit - Maria Veruleac), construcție secolul al XIX-lea, monument istoric (cod LMI SV-II-a-B-05501).
- Rezervațiile naturale: Piatra Țibăului, Bila-Lala, Răchitișul Mare și Klippa de calcare triasice Pârâul Cailor.